# Espaillat

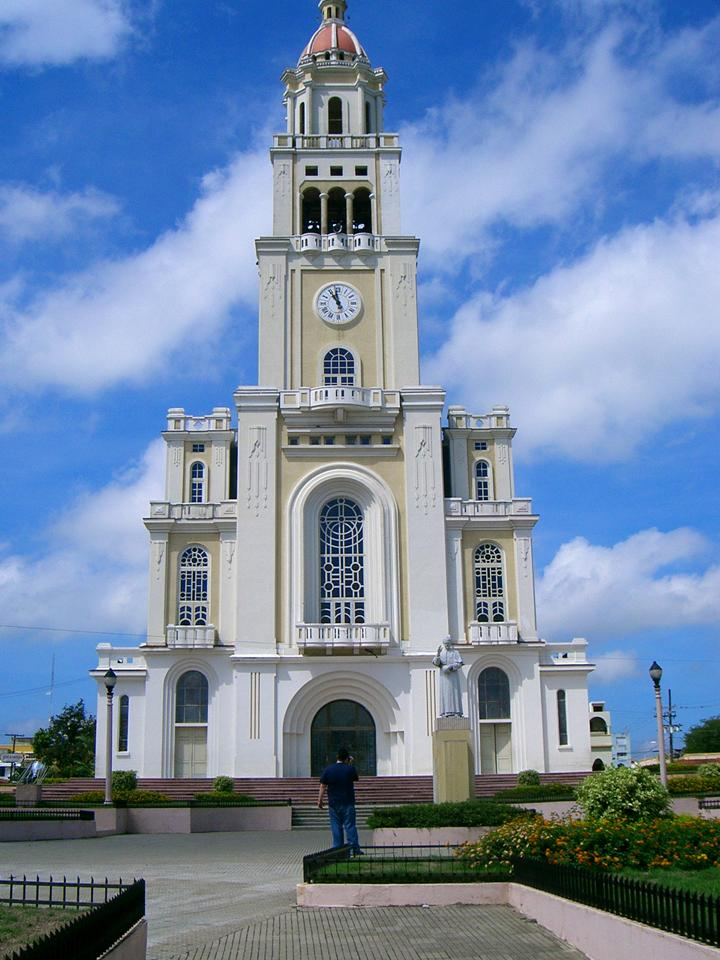
Iglesia Sagrado Corazon de Jesus, Moca

Espaillat là một tỉnh của Cộng hòa Dominica. Tỉnh được đặt tên theo Ulises Francisco Espaillat (1823-1878), một nhà văn thế kỷ 19 từng làm tổng thống nước này trong một thời gia ngắn vào năm 1876.

## Các đô thị và các huyện đô thị
Đến thời điểm ngày 20 tháng 10 năm 2006, tỉnh này được chia thành đô thị (municipio) và các huyện đô thị (distrito municipal - D.M.):
| - Cayetano Germosen - Gaspar Hernández - Joba Arriba (D.M.) - Veragua (D.M.) - Villa Magante (D.M.) - Jamao al Norte | - Moca - Canca La Reina (D.M.) - El Higüerito (D.M.) - José Contreras (D.M.) - Juan López (D.M.) - La Ortega (D.M.) - Las Lagunas (D.M.) - Monte de La Jagua (D.M.) - San Víctor (D.M.) |